# Altun Ha
Altun Ha är en fornlämning i Belize.   Den ligger i distriktet Belize, i den nordöstra delen av landet, 70 kilometer nordost om huvudstaden Belmopan. Altun Ha ligger 11 meter över havet.
Terrängen runt Altun Ha är mycket platt. Runt Altun Ha är det ganska glesbefolkat, med 24 invånare per kvadratkilometer..
I omgivningarna runt Altun Ha växer i huvudsak städsegrön lövskog.